# Polystichum mollissimum
Polystichum mollissimum är en träjonväxtart som beskrevs av Ren-Chang Ching. Polystichum mollissimum ingår i släktet Polystichum och familjen Dryopteridaceae. Inga underarter finns listade.